# Capocorb Vell
Capocorb Vell és una possessió del terme de Llucmajor, Mallorca. Està situada a la marina. És coneguda per les restes arqueològiques del poblat talaiòtic de Capocorb Vell.
Les referències històriques ens conten que la possessió de Capocorb durant la dominació musulmana era una alqueria denominada Jnjar. Després de la conquesta catalana, el rei Jaume I la cedí a Martí Ferrandis, amb una superfície cultivable de 8 jovades. Posteriorment passà a mans de Guillem Aragonès, que s'havia casat amb Aleixa, filla de Martí Ferrandis; l'única neta d'aquest, Blanca Aragonès, es feu monja de Santa Clara, i la possessió passà a la família Bertran —o Beltran—, de la qual ens queda avui com a record el nom de cala Beltran. A principi de segle xiv els voltants de Capocorb configuraven una zona amb població considerable, ja que hi havia un projecte de Jaume II per constituir-hi una vila i la corresponent parròquia, cosa que no es dugué a terme. Durant els segles xiv i xv, eren molt preuats els formatges de Capocorb, sol·licitats pels reis catalans-aragonesos. A final de segle xv es produeix un canvi important de propietat, ja que un altre Felip Bertran vengué l'alqueria a Pau Sureda. La filla d'aquest es casà amb Pere Anglada, també dit Sanglada; el fill d'aquest matrimoni fou Miquel, cognomenat Sureda-Sanglada per mantenir l'herència de la línia materna. Cap a 1590 es dugueren a terme importants establiments. L'any 1646 la finca fou dividida entre Jerònia Cotoner Truiols i Catalina Dameto, cosa que donà lloc a la dualitat entre Capocorb Vell i Capocorb Nou. En el segle xix, la finca de Capocorb Vell se subdividí en altres propietats. Fins entrat el segle xx, els propietaris de Capocorb Vell foren els Rossinyol de Sagranada.
El nom de Capocorb possiblement prové de la denominació antiga de l'actual punta de Cala Beltran, vora cala Pi. Aquest nom equival a cap corbat, en referència a la forma que té l'avançada de terra dins la mar. En aquest sentit, en 1248 es documenta en un text en llatí l'expressió «ante Capo Chorbo».

## Les cases

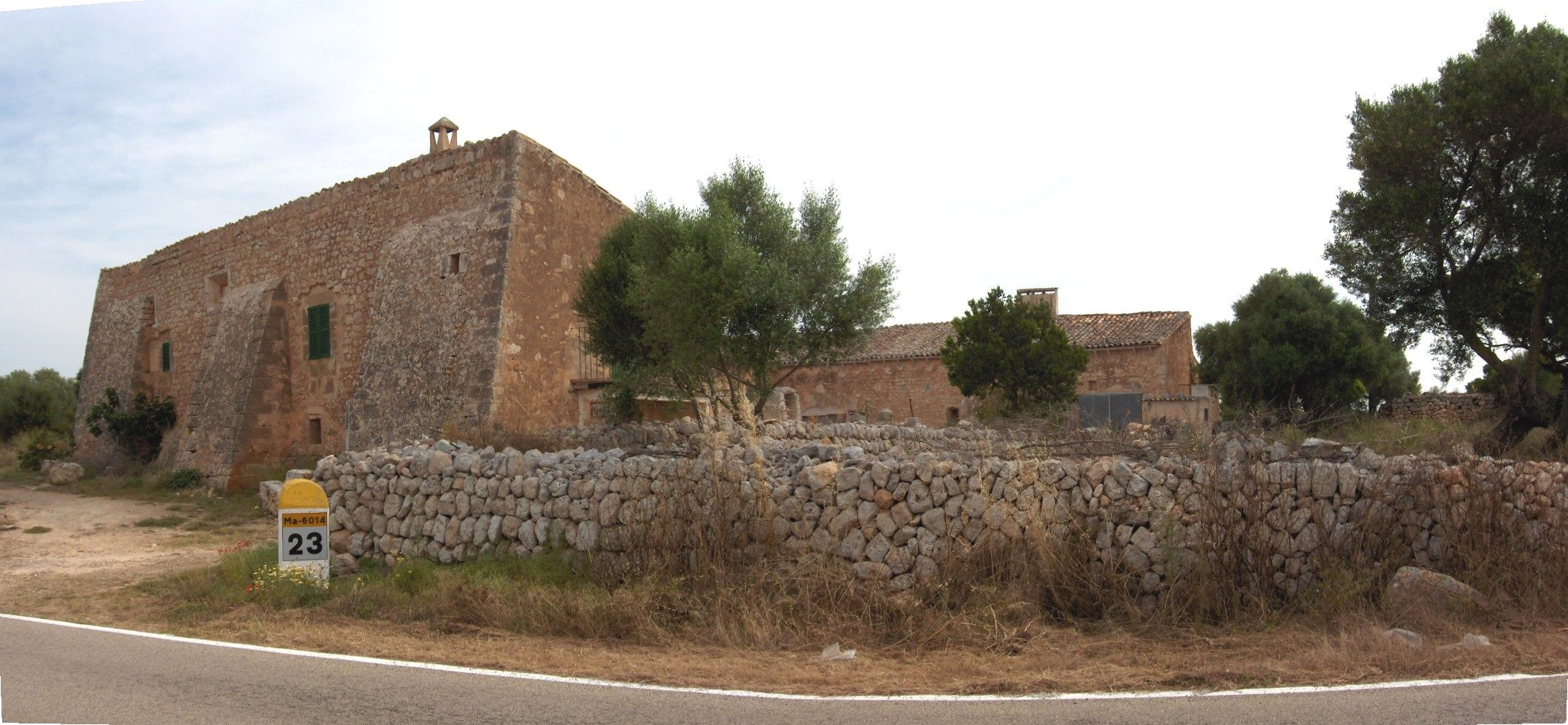
Cases de Capocorb Vell

Les cases de Capocorb Vell mostren una antiguitat de segles. En destaca el seu aspecte fortificat, amb tres grans contraforts en el lateral que mira a la carretera. Una clastra quadrangular, oberta a migjorn, distribueix les dependències de les cases, envoltada per les tres ales constructives, cadascuna amb alçat de dues plantes i amb coberta d'un aiguavés. A l'esquerra de l'entrada a la clastra, en l'ala de ponent, hi ha un portal d'arc rodó adovellat, reformat i gairebé cegat per situar-hi un portal més petit de llinda; a més, hi ha dues escales exteriors que condueixen a les estances del primer pis. La façana principal se situa en el bloc nord, orientada per tant cap a migjorn; a la banda esquerra d'aquesta ala hi ha una porxada sota la qual hi destaca una finestra gòtica, actualment cegada; més a la dreta, hi ha un portalet de llinda. Ja fora de la porxada, destaca en aquesta façana un portal gòtic aixecat sobre dos graons i un llindar; és d'arc conopial, amb motllura i amb una flor esculpida en centre de l'arc; segons és tradició, conduïa a la cambra de Bernadí Sureda. Més a la dreta, hi ha el portal de l'antiga capella, d'arc rebaixat amb dovelles, aixecat també sobre dos graons i un llindar. En època de l'Arxiduc Lluís Salvador, cap a 1875, aquest espai es dedicava a cuina. L'interior d'aquesta estança compta amb una bella coberta de volta de creueria. La clau de volta presenta l'escut dels Sureda, mentre que les quatre mènsules mostren relleus vegetals. En la façana de llevant, hi ha un altre portal d'arc rebaixat, amb dovelles, i un contrafort a la dreta. El centre de la clastra és presidit per un coll de cisterna de planta quadrada, amb brancals i travesser de marès.